# Palazzo Bonaccorso
Palazzo Bonaccorso è un palazzo di Bologna, sede degli uffici comunali. È la seconda sede del Comune, rispetto a quella storica di palazzo d'Accursio.
Il palazzo, costruito fra il 2006 e il 2008, sorge nell'area dell'ex mercato ortofrutticolo cittadino, ora in corso di riconversione per vari usi. Si distingue per la sua forma slanciata, la sua struttura a tre torri collegata da un'unica copertura sovrastante e per le facciate in vetro. È stato inaugurato nel settembre 2008 dal sindaco Sergio Cofferati alla presenza dei suoi predecessori.
Il palazzo si affaccia su piazza Liber Paradisus, dedicata al documento medievale con cui Bologna per prima proclamò la liberazione dalla schiavitù (chiamato appunto Liber Paradisus); la denominazione del palazzo si richiama proprio a quell'avvenimento, poiché Bonaccorso da Soresina fu il podestà che redasse i documenti raccolti nel Liber.